# Fred Druart
Fred Druart dit Toshy, né le 13 septembre 1973 à Boussu (province de Hainaut), est un auteur de bande dessinée et illustrateur belge. Il utilise également les pseudonymes Saturax et F. Druart.

## Biographie
Fred Druart naît le 13 septembre 1973 à Boussu dans le Borinage,.
Jeune, il dévore la bibliothèque familiale qui contient les classiques de la bande dessinée. Un jour il tombe sur un recueil de MAD Magazine et recopie les travaux de Don Martin. Il est pris par le virus de la bande dessinée. Vers 15 ans, il suit des études à l'Académie des beaux-arts de Tournai tout en suivant des cours du soir de bande dessinée donnés par Philippe Foerster et Gérard Goffaux où il réalise ses premières planches de bande dessinée. Il continue sa formation artistique chez Antonio Cossu en études supérieures toujours à Tournai. Très vite l’envie de se consacrer à temps plein à la réalisation de planches lui fait arrêter ses études. Puis il se lance d'autres dessinateurs et amis dont Ptoma dans le collectif Hécatombes sous le pseudonyme de Toshy. Ils réalisent en auto-édition quelques publications. Il publie dans le supplément Le Rebelle du fanzine Rêve-en-Bulles no 12 de janvier 1996. Il collabore avec son ami Jürg à plusieurs projets indépendants,.
Puis, il réalise son premier album Groupe Tel-Aviv en collaboration avec l'écrivain Maud Tabachnik publié en noir et blanc dans la collection « Petits Meurtres » des éditions Emmanuel Proust en 1999. Il récidive en 2001 dans une adaptation libre du roman de Serge Brussolo Le Chien de Minuit dans la collection « Petits Meurtres » aux Éditions du masque. Cet ouvrage est le coup de cœur du journaliste Thierry Bellefroid. De 2004 à 2006, il illustre le triptyque La Métaphore du papillon pour lequel il passe à la couleur, sur un scénario de Christophe Pernoud dans la collection « Grand Angle » aux éditions Bamboo,.
Il est présent dans Dofus Mag.
Il aborde l'heroic fantasy humoristique pour une revisitation décalée de l'univers de Wakfu avec L’Île de Lorose — signée Toshy — dans la collection « Wakfu Nébuleuses » aux Éditions Ankama. Il travaille également au début des années 2010 aux mêmes éditions pendant 3 ans sous le pseudonyme Saturax où il découvre différents postes au sein du studio d'animation dont celui de d'assistant storyboarder sur la série animée Wakfu pour laquelle il réalise également des recherches de décors et de personnages. Il travaille encore pour diverses publications, notamment pour le collectif Maille à partir qu’il scénarise avec son ami Mig, album qui sera sélectionné pour le prix jeunesse d’Angoulême. En 2012, continuant chez le même éditeur, il dessine Wa Wabbit, le huitième tome de la collection « Dofus Monster ». La même année, il travaille sur la mise en couleur de Shak Shaka, deux tomes de la collection de « BD Wakfu ».
Il publie également les quatre premiers volumes du fanzine Jukebox de 2010 à 2013 ainsi que dans Minette et dans le magazine Fluide Glacial.

### Sous son nom
En 2017, on retrouve sa signature dans Aaarg ! avec la publication du récit Fatum scénarisé par Patrick Baud. Il réalise le roman graphique Tout le plaisir est pour moi,,,, sur un scénario de Olivier Mau aux éditions Glénat en 2018. La même année, il sort L’Homme qui traversait les montagnes,, scénarisé par Patrick Baud aux Éditions Jungle. En 2019, il retrouve son ancien professeur Antonio Cossu et illustre l'ouvrage Une histoire importante - 70 ans d'immigration italienne en Belgique et plus. En 2022, il sort le one shot Overseas Highway,, un road movie adapté de Guillaume Guéraud aux éditions Glénat. Il dessine le polar Les Âmes Noires sur un scénario d'Aurélien Ducoudray  pour les éditions Dupuis en 2024. Ce récit documentaire tourne autour de l’exploitation de mines de charbon clandestines en Chine,,,. L'album figure dans la sélection officielle du Festival d'Angoulême 2025 concourant pour le prix Fauve polar SNCF.
En outre, il réalise les affiches des festivals de Marles-les-Mines en 2004 et celle de Liévin en 2006. Il participe aussi aux collectifs Paroles de taule (Delcourt, 2001) Les Chansons en imaches de Raoul de Godewarsvelde (Imbroglio, 2006), In haut de ch'terril (Imbroglio, 2007), Envie 2 fraises (2009), Les Collectionneurs (Éditions du Long Bec, coll. « HumoristiK », 2015) et Drunken George - La Légende du pire héros de l'Ouest (Monsieur Pop Corn, 2019).
L'artiste expose ses planches lors des expositions collectives Envie 2 Fraises en 2009 et Western,, en 2019.
Parallèlement, il enseigne la bande dessinée à l’Académie des beaux-arts de Tournai.

### Vie privée
Après avoir vécu à Lille, il réside à Tournai en 2018.

## Œuvres

### Albums de bande dessinée
- Groupe Tel-Aviv, Emmanuel Proust éditions, coll. « Petits meurtres », Paris, avril 1999
Scénario : Maud Tabachnik - Dessin : Fred Druart - Couleurs : noir et blanc -  (ISBN 2-7024-9332-7)
- Le Chien de minuit[5], Éditions du masque, coll. « Petits meurtres », Paris, mai 2001
Scénario : Serge Brussolo - Dessin : Fred Druart - Couleurs : noir et blanc -  (ISBN 2702493610)

#### La Métaphore du papillon
- 1. L'Impact[34], Bamboo, coll. « Grand Angle », novembre 2004
Scénario : Christophe Pernoud - Dessin : Toshy - Couleurs : Fabien Alquier -  (ISBN 2915309191)
- 2. Chaos[35],[36], Bamboo, coll. « Grand Angle », août 2005
Scénario : Christophe Pernoud - Dessin : Toshy - Couleurs : Fabien Alquier -  (ISBN 2-915309-85-X)
- 3. Statistiquement vôtre !, Bamboo, coll. « Grand Angle », août 2006
Scénario : Christophe Pernoud - Dessin : Toshy - Couleurs : Fabien Alquier -  (ISBN 2-350-78122-4)

#### Wakfu
- L’Île de Lorose[8], Ankama Éditions, coll. « Wakfu Nébuleuses », Roubaix, octobre 2010
Scénario et dessin : Toshy - Couleurs : noir et blanc -  (ISBN 978-2-359-10018-1),Format comics.

#### Dofus Monster
- 8. Wa Wabbit, Ankama Éditions, Roubaix, 12 septembre 2012
Scénario : Saturax - Dessin : François Duprat - Couleurs : noir et blanc -  (ISBN 9782359103458)

Wakfu (La BD officielle de la série TV)
- 2. Shak shaka tome 1, Ankama Éditions, Roubaix, octobre 2012
Scénario : Kahel - Dessin : Mig - Couleurs : Saturax -  (ISBN 978-2-359-10353-3)
- 3. Shak shaka tome 2, Ankama Éditions, Roubaix, 16 mai 2013
Scénario : Kahel - Dessin : Mig - Couleurs : Saturax -  (ISBN 978-2-359-10415-8)

#### Tout le plaisir est pour moi
- Tout le plaisir est pour moi[10],[11],[12],[13],[14], Glénat, Grenoble, 5 septembre 2018
Scénario : Olivier Mau - Dessin : Fred Druart - Couleurs : noir et blanc -  (ISBN 9782723477017)

#### L'Homme qui traversait les montagnes
- L'Homme qui traversait les montagnes[15],[16],[17], Éditions Jungle, Paris, 12 septembre 2018
Scénario : Patrick Baud - Dessin et couleurs : Fred Druart -  (ISBN 9782822225847)

#### Une histoire importante
- 70 ans d'immigration italienne en Belgique et plus, Comites Belgio, septembre 2019
Scénario : Antonio Cossu - Dessin et couleurs : Fred Druart

#### Overseas Highway
- Overseas Highway[19],[20],[21],[37], Glénat, Grenoble, 8 juin 2022
Scénario : Guillaume Guéraud, Fred Druart - Dessin et couleurs : Fred Druart -  (ISBN 978-2-344-03980-9)

#### Les Âmes Noires
- Les Âmes Noires[38],[39], Dupuis, Marcinelle, 29 mars 2024
Scénario : Aurélien Ducoudray - Dessin et couleurs : Fred Druart -  (ISBN 979-10-34767-45-8)

### Collectifs
- 3. Hécatombes, Point Image, coll. « bande à part », Bruxelles, 1996
Scénario et dessin : Collectif dont Toshy - Couleurs : noir et blanc -  (ISBN 2930110058)
- 4. Hécatombes, Librairie Ziggourat, Bruxelles, 1997
Scénario et dessin : Collectif dont Toshy - Couleurs : noir et blanc -  (ISBN 2-930203-01-3)
- 2. Paroles de taule, Delcourt, coll. « Encrages », Paris, novembre 2001
Scénario : Éric Corbeyran - Dessin : Collectif dont Toshy - Couleurs : noir et blanc -  (ISBN 2-84055-782-7)
- Les Chansons en imaches de Raoul de Godewarsvelde, Imbroglio, coll. « Les Chansons en Imaches », juin 2006
Scénario : Collectif - Dessin : Collectif dont Toshy - Couleurs : noir et blanc -  (ISBN 2-914966-03-2)
- In haut de ch'terril - En hommage à Edmond Tanière, Imbroglio, coll. « Les Chansons en Imaches », mai 2007
Scénario, dessin et couleurs : Collectif dont Toshy -  (ISBN 978-2-914966-05-4)
- Maille à Partir, Ankama Éditions, coll. « Dofus », Roubaix, juin 2009
Scénario et dessin : Collectif dont Toshy - Couleurs : Quadrichromie -  (ISBN 978-2-359-10004-4)
- 2. Envie 2 fraises[28],[40],[41], Atelier BD - beaux-arts de Tournai, Tournai, 2009
Scénario et dessin : Collectif dont Toshy,Contient le travail des élèves de Antonio Cossu à l’Académie des beaux-arts de Tournai. (OCLC 1394886895)
- Les Collectionneurs[29],[42] (scénario : Baloo), avec un collectif de dessinateurs, Éditions du Long Bec, coll. « HumoristiK », 2015, 11 scénarios pour des dessinateurs différents dont Toshy, la couverture est signée Jean Solé.

### Fanzines
- Géante Rouge[43], no 9, 4e trimestre 2007.

### Expositions

#### Expositions collectives
- Envie 2 Fraises[30], Centre belge de la bande dessinée, Bruxelles du 6 janvier au 1er mars 2009 ;
- Western[31],[32],[33], Galerie Comic Art Factory, Bruxelles du 18 janvier au 16 février 2019.

#### Livres
: document utilisé comme source pour la rédaction de cet article.
- Jacques Fiérain, « Toshy », dans La BD dans la province du Hainaut, Charleroi, Éd. l'Âge d'or, septembre 2006, 96 p., ill. ; 31 cm (ISBN 9782960046458 et 2960046455, OCLC 469651838, présentation en ligne), p. 42.
- Philippe Mellot, Michel Denni, Laurent Turpin et Isabelle Morzadec, Trésors de la bande dessinée : BDM 2023-2024 - Catalogue encyclopédique et Argus, Paris, Les Arènes, novembre 2022, 23e éd., 1677 p., ill. ; 23 cm (ISBN 9791037507280, OCLC 1351462460, présentation en ligne), p. 286, 607, 931, 1368, 1455. .

### Émissions de télévision
- Fred Druart, alias Toshi : Rendez-vous avec le 9e Art sur Notélé, (2 min 49 s), 26 octobre 2018.